# عدسة شبه كروية

عدسة شبه كروية محدّبة الوجهين

نسمي العدسة شبه الكروية كل غرض شبيه الشكل بجزء ما من الكرة. لكنه ليس بالضرورة كروي. أهمية العدسة اللاكروية تكمن في تحسين الأداء البصري الجواري للصورة.

## تاريخ

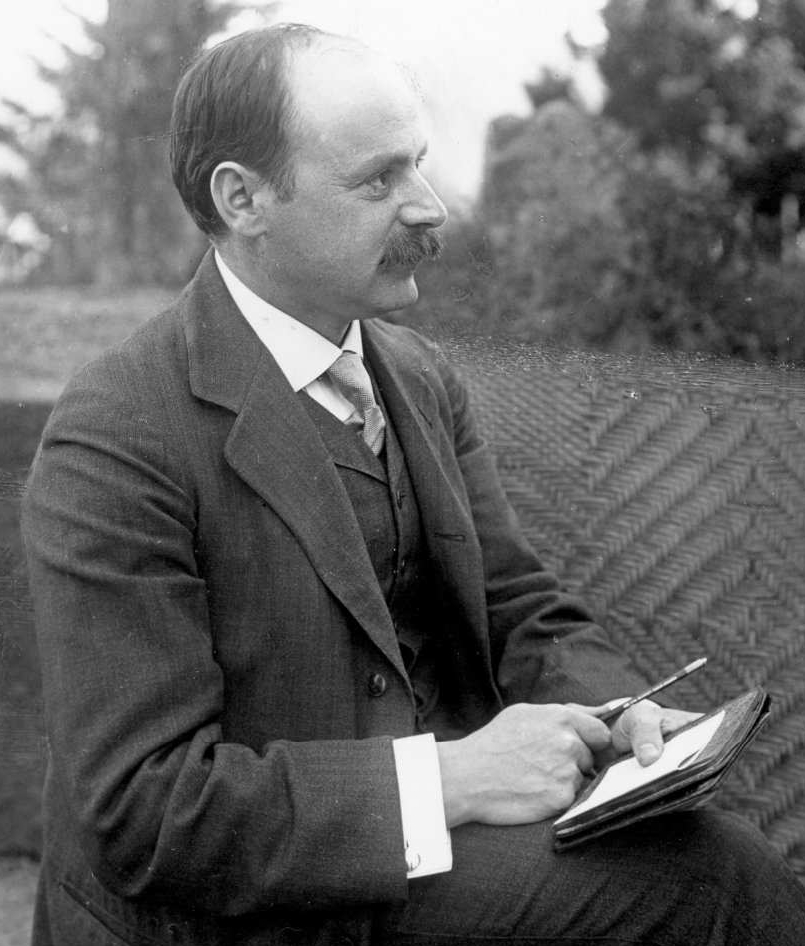
كارل شوارزشيلد

بسبب التعقيد في صنعها؛ الأنظمة البصرية كانت مقتصرة على المرايا والعدسات الكروية والمقعّرة.

في 1905 كارل شوارزشيلد وهو فيزيائي علوم فضاء ألماني؛ كان أول من اقترح مبدأ التليسكوب باستعمال مرآتين شبه كرويتين؛ والتي مبدأها الرئيسي هو مبدأ اللازيغية.

تحقيق أول نظام شبه كروي كان من طرف برنارد شميدت عام 1930. احتوى على عدسة شبه كروية تسمح بتخفيض التشوهات الكروية الناتجة من التليسكوب. والكلّ سُمّي بغرفة شميدت. تطويرات عدّة تلت النموذج الأول.